# Luisa Hollandina del Palatinato
Luisa Hollandina del Palatinato (18 aprile 1622 – 11 febbraio 1709) era una delle figlie di Federico V Elettore Palatino ed Elisabetta Stuart.

## Biografia

### Famiglia
I nonni paterni di Luisa Maria erano Federico IV Elettore Palatino e sua moglie la Contessa Luisa Giuliana di Nassau. I nonni materni erano Giacomo I d'Inghilterra e sua moglie Anna di Danimarca. Giacomo era figlio di Maria Stuart, regina di Scozia ed Enrico Stuart, Lord Darnley.

### Dipinti
Luisa Maria era un ritrattista di talento e artista grafico, un talento che condivise con suo fratello il Principe Rupert. Fu allieva di Giuliano Periccioli, senese e Gerard van Honthorst e dipingeva con tanta abilità nel suo stile che alcune delle sue opere sono state attribuite a lui. Per lo sgomento della sua famiglia protestante, si convertì alla fede cattolica e si rifugiò in Francia. Con il sostegno di Luigi XIV di Francia, fu poi badessa del monastero di Maubuisson.
La principessa è considerata un "dilettante". I suoi ritratti sono spesso nello stile barocco di Honthorst, ma ci sono delle eccezioni, che non sono stati probabilmente commissionati. Alcuni suoi lavori sono stati mantenuti all'interno della sua famiglia, e alcuni si trovano in musei tedeschi

## Ascendenza
|                                 |                             |                                 | Genitori                          |  |  | Nonni |  |  | Bisnonni                   |  |  | Trisnonni                   |  |
|                                 |                             |                                 |                                   |  |  |       |  |  | Ludovico VI del Palatinato |  |  | Federico III del Palatinato |  |
|                                 |                             |                                 |                                   |  |  |       |  |  | Ludovico VI del Palatinato |  |  | Federico III del Palatinato |  |
|                                 |                             | Maria di Brandeburgo-Kulmbach   |                                   |  |  |       |  |  | Ludovico VI del Palatinato |  |  |                             |  |
| Federico IV Elettore Palatino   |                             |                                 |                                   |  |  |       |  |  | Ludovico VI del Palatinato |  |  |                             |  |
|                                 |                             | Elisabetta d'Assia              | Filippo I d'Assia                 |  |  |       |  |  |                            |  |  |                             |  |
|                                 |                             | Elisabetta d'Assia              | Filippo I d'Assia                 |  |  |       |  |  |                            |  |  |                             |  |
|                                 |                             | Elisabetta d'Assia              | Cristina di Sassonia              |  |  |       |  |  |                            |  |  |                             |  |
| Federico V Elettore Palatino    |                             | Elisabetta d'Assia              |                                   |  |  |       |  |  |                            |  |  |                             |  |
|                                 |                             | Guglielmo I d'Orange            | Guglielmo I di Nassau-Dillenburg  |  |  |       |  |  |                            |  |  |                             |  |
|                                 |                             | Guglielmo I d'Orange            | Guglielmo I di Nassau-Dillenburg  |  |  |       |  |  |                            |  |  |                             |  |
|                                 |                             | Guglielmo I d'Orange            | Giuliana di Stolberg-Wernigerode  |  |  |       |  |  |                            |  |  |                             |  |
| Luisa Giuliana di Nassau        |                             | Guglielmo I d'Orange            |                                   |  |  |       |  |  |                            |  |  |                             |  |
|                                 |                             | Carlotta di Borbone-Montpensier | Luigi III di Montpensier          |  |  |       |  |  |                            |  |  |                             |  |
|                                 |                             | Carlotta di Borbone-Montpensier | Luigi III di Montpensier          |  |  |       |  |  |                            |  |  |                             |  |
|                                 |                             | Carlotta di Borbone-Montpensier | Jacqueline de Longwy              |  |  |       |  |  |                            |  |  |                             |  |
| Luisa Hollandina del Palatinato |                             | Carlotta di Borbone-Montpensier |                                   |  |  |       |  |  |                            |  |  |                             |  |
|                                 | Enrico Stuart, Lord Darnley | Matthew Stuart                  |                                   |  |  |       |  |  |                            |  |  |                             |  |
|                                 | Enrico Stuart, Lord Darnley | Matthew Stuart                  |                                   |  |  |       |  |  |                            |  |  |                             |  |
|                                 | Enrico Stuart, Lord Darnley | Margaret Douglas                |                                   |  |  |       |  |  |                            |  |  |                             |  |
| Giacomo I d'Inghilterra         | Enrico Stuart, Lord Darnley |                                 |                                   |  |  |       |  |  |                            |  |  |                             |  |
|                                 |                             | Maria Stuart, regina di Scozia  | Giacomo V di Scozia               |  |  |       |  |  |                            |  |  |                             |  |
|                                 |                             | Maria Stuart, regina di Scozia  | Giacomo V di Scozia               |  |  |       |  |  |                            |  |  |                             |  |
|                                 |                             | Maria Stuart, regina di Scozia  | Maria di Guisa                    |  |  |       |  |  |                            |  |  |                             |  |
| Elisabetta Stuart               |                             | Maria Stuart, regina di Scozia  |                                   |  |  |       |  |  |                            |  |  |                             |  |
|                                 |                             | Federico II di Danimarca        | Cristiano III di Danimarca        |  |  |       |  |  |                            |  |  |                             |  |
|                                 |                             | Federico II di Danimarca        | Cristiano III di Danimarca        |  |  |       |  |  |                            |  |  |                             |  |
|                                 |                             | Federico II di Danimarca        | Dorotea di Sassonia-Lauenburg     |  |  |       |  |  |                            |  |  |                             |  |
| Anna di Danimarca               |                             | Federico II di Danimarca        |                                   |  |  |       |  |  |                            |  |  |                             |  |
|                                 |                             | Sofia di Meclemburgo-Güstrow    | Ulrico III di Meclemburgo-Güstrow |  |  |       |  |  |                            |  |  |                             |  |
|                                 |                             | Sofia di Meclemburgo-Güstrow    | Ulrico III di Meclemburgo-Güstrow |  |  |       |  |  |                            |  |  |                             |  |
|                                 |                             | Sofia di Meclemburgo-Güstrow    | Elisabetta di Danimarca           |  |  |       |  |  |                            |  |  |                             |  |
|                                 |                             | Sofia di Meclemburgo-Güstrow    |                                   |  |  |       |  |  |                            |  |  |                             |  |